# Мердак, Иван Григорьевич
Мердак Иван Григорович (26 ноября 1933, Райское, Подкарпатское воеводство — 27 мая 2007, Херсон) — советский и украинский скульптор, Заслуженный мастер народного творчества УССР (1989), член Национального Союза художников Украины (1993).

## Биография
Родился 26 ноября 1933 года в селе Райское на Лемковщине (ныне Польша) в семье сельского кузнеца.
В 1946 году вместе с семьёй выселен в УССР в село Королёвка, Борщёвского района Тернопольской области.
В 1953—1955 годах учился в Черновицком художественно-ремесленном училище.
В 1955—1959 годах — мастер-лепник архитектурной мастерской в городе Кривой Рог. В 1963 году — художник-оформитель в городе Бердичеве.
С 1965 года жил в Тернополе, работал художником производственно-художественного комбината.
В 2002 году с семьёй переехал в город Херсон.
Умер 27 мая 2007 года в Херсоне после тяжёлой неизлечимой болезни. Похоронен в Херсоне.

## Творческая деятельность
С детства лепил из глины и вырезал из дерева фигурки разных зверей. Выполнил жанровую скульптуру «Брат за брата», которая экспонировалась в Черновцах, Москве и Монреале.
Сначала работал в технике тонированного гипса, с 1972 года, обратившись к народным лемковским традициям, занялся резьбой по дереву и корнепластикой.
Основные произведения — портреты исторических деятелей: Нестора Летописца, Ярослава Мудрого, Даниила Галицкого, Захара Беркута, Устима Кармелюка, Олексы Довбуша, Тараса Шевченко, Леси Украинки; поэтически-фольклорные образы персонажей «Лесной песни» Леси Украинки.
Особое внимание уделял лемковской тематике («Старый лемко», «Родной дом», «Лемковские вечерницы», «Лемкиня» и другие).
Участник более 25 выставок в Черновцах, Тернополе, Львове, Киеве и других городах.
Скульптура «Иван Вишенский» (дерево, 1975) экспонируется в Тернопольской картинной галерее. Ряд работ хранится в музеях и частных собраниях.

## Награды
- Заслуженный мастер народного творчества УССР (21 июля 1989).

Номинирован на Национальную премию Украины имени Тараса Шевченко в области визуального искусства.